# IDEA League
IDEA League — стратегическое объединение 5 ведущих технических ВУЗов Европы, основанное 6 октября 1999 г. четырьмя ВУЗами-участниками.
Учредителями объединения выступили:
- Имперский колледж Лондона (Великобритания)
- Делфтский технический университет (Нидерланды)
- Швейцарская высшая техническая школа Цюриха (Швейцария)
- Рейнско-Вестфальский технический университет Ахена (Германия)

Аббревиатура IDEA была образована из названий четырех ВУЗов-учредителей объединения.
В 2006 году к «лиге» присоединилось еще и французский ВУЗ ParisTech.
Основная цель Объединения заключена в возведении Европы на вершины мировой науки и технологий. Это возможно только при совместной работе лучших университетов Европы.
Глава IDEA League сменяется раз в 2 года и выбирается из президентов или ректоров университетов-участников. В 2010—2011 годах пост президента объединения занимает Сирил ван Эффентер из ParisTech.

## Члены организации
|                               | IDEA League          | Imperial College  | TU Delft             | ETH Zürich             | RWTH Aachen                 | ParisTech             |
| ----------------------------- | -------------------- | ----------------- | -------------------- | ---------------------- | --------------------------- | --------------------- |
| Президент/Ректор              | Дирк Ян ван ден Берг | Sir Ричард Скайес | Дирк Ян ван ден Берг | Prof. Dr. Ральф Айхлер | Prof. Dr. Эрнст Шмахтенберг | IG Сирил ван Эффентер |
| Количество студентов          | 73.879               | 10.506            | 13.711               | 10.438                 | 26.724                      | 12.500                |
| Количество докторантов        | 12.666               | 2518              | 1468                 | 2974                   | 3456                        | 2250                  |
| Количество научных работников | 17.524               | 3110              | 2606                 | около 3200             | 4292                        | 2700                  |

По данным 2005 года